# Vjatka (rivier)
De Vjatka (Russisch: Вятка; [Vjatka], Tataars: Нократ; Noqrat, Mari: Виче/Вичӹ; Vitsje, Oedmoerts: Ватка; Vatka) is een typische valleirivier in de Russische oblast Kirov en de autonome republieken Oedmoertië en Tatarije en is de grootste zijrivier van de Kama aan de rechterzijde. De stad Kirov was van 1781 tot 1934 vernoemd naar de rivier.
De rivier start op de Boven-Kama Hoogte van de Cis-Oeral op 58° 20′ NB, 52° 20′ OL  in het noordoostelijk deel van Oedmoertië en stroomt vandaaruit naar het noorden, maakt een bocht naar het westen en stroomt dan naar het zuidwesten door Kirov. Vervolgens buigt de rivier af naar het zuidoosten, om op ongeveer 35 kilometer van Nizjnekamsk en 17 kilometer ten zuiden van Madamysj in het noordoostelijke deel van het Stuwmeer van Nizjnekamsk in de Kama uit te monden.
De Vjatka is de belangrijkste rivier van de oblast Kirov en is over 700 kilometer bevaarbaar vanaf haar monding tot de stad Kirov en in de lente over 1000 kilometer tot de stad Kirs. Steden aan de rivier en haar zijrivieren zijn Kirov, Kirovo-Tsjepetsk, Kirs, Kotelnitsj, Malmyzj, Mamadysj, Nolinsk (aan zijrivier Voja), Oerzjoem (aan zijrivier Oerzjoemka), Omoetninsk (aan zijrivier Omoetnaja), Orlov, Slobodskoj, Sosnovka, Sovjetsk en Vjatskieje Poljany. De rivier is bevroren van begin november tot de tweede helft van april. De rivier wordt vooral gevoed door sneeuw.
De belangrijkste zijrivieren zijn de Kobra, Letka, Velikaja, Moloma, Pizjma, Tsjeptsa, Bystritsa, Voja en Kilmez.
In de rivier komen onder andere de volgende vissoorten voor; baars, blankvoorn, brasem, Europese meerval, snoek, snoekbaars en zeelt.
- Gemeinsame Normdatei: 4342589-6
- Library of Congress Control Number: sh85143100
- Nationale Bibliotheek van Israël: 987007538795105171
- Virtual International Authority File: 241842107